# Cleveland, Minnesota
Cleveland är en ort i Le Sueur County i delstaten Minnesota, USA.